# Clavulina humilis
Clavulina humilis é uma espécie de fungo pertencente à família Clavulinaceae.